# KOS-MOS
KOS-MOS（コスモス）は、SFロールプレイングゲーム、ゼノサーガシリーズに登場する架空のキャラクター。声は一貫して鈴木麻里子が担当している。

## 人物像と物語中での役割
外見は18歳前後、身長167センチメートル、体重92キログラム。表面的には人間とほぼ同様の外観に、青色の長髪と赤色の瞳を持つ女性型のアンドロイドである。
物語中に登場する謎の敵性体「グノーシス」への反攻の切り札として巨大コングロマリット「ヴェクター・インダストリー」における軍事・産業用コンピュータおよび制御ソフトウェア開発部門である第一開発局で開発された。戦略および戦術の両面を担う決戦兵器の実戦配備予定一号機という設定である。
物語の時代では分子工学の発展により生み出された合成人間である「レアリエン」の技術が発達しており、全体が機械部品から成るアンドロイドのKOS-MOSの存在は異質なものであるとされる。
物語冒頭では開発中の段階であり、実動試験にさえも至っていない状態であったが、主人公らと共に乗り組んでいる巡洋艦ヴォークリンデへのグノーシス襲来に対し、起動命令なしに自律的に起動して主人公らの危機を救う。その後は主人公らと行動を共にすることになる。
人間とのコミュニケーションの円滑化のために、いくつかのヒューマンインターフェースが実装されている。その一環として「模擬人格OS」を搭載、人語を理解し、応答することができる。外観は人間と変わらないが、その行動や態度の基本は「任務」「論理」「効率」に支配されているため、劇中では周囲の人間に冷徹な印象を与えている。しかし、時として人間的な情動を思わせるような行動を取ることがあり、その理由は物語中でも謎とされている。
物語の主人公であり、KOS-MOSの開発主幹技師でもあるシオン・ウヅキを守護すると共に、人類の存亡の鍵を握るとされる謎の物体「ゾハル」にも深く関わっており、物語全般を通じて重要な役割を果たしている。

## 名称
KOS-MOSの名称は「Kosmos Obey Strategical Multiple Operation Systems（秩序に従属する戦略的多目的制御体系）」の略称で、典型的な再帰的頭字語となっている。これは正体不明の敵性体グノーシスに対抗するために開発された、彼女を含めたシステム全体の総称で、彼女個人の名前ではないが、劇中では通称としてこの名前で呼ばれている。彼女個人を指す場合、形式名称として「対グノーシス用人型掃討兵器KP-X シリアルNo.000000001」が正式なものとなる。
また「KOS-MOS」の名はギリシャ語の「秩序」を意味しており、同じく劇中の登場人物であり、「混沌」を意味する名を持つケイオスと対をなす存在として位置づけられている。

## 搭載兵装
ヒルベルトエフェクト
KOS-MOSに装備されている装備の中でも最も代表的なもの。これは、通常世界とは異なる位相空間に存在するグノーシスに対しての通常兵器による干渉が無効であるため、グノーシスを通常空間に「固着」させる「ヒルベルトエフェクト」と呼ばれる力場を展開するというものである。この効果により通常空間に固着されたグノーシスに対しては、通常兵器による直接攻撃が可能となる。ヒルベルトエフェクトを展開可能な兵器としては、他に百式レアリエンと呼ばれる合成人間があるが、これが単体で展開できるヒルベルトエフェクトの効果範囲が最大でも半径数百m程度であるため、実戦においては複数体でチームを組んだり、艦船などに搭載されたアンプリファイアーと呼ばれる増幅装置を介して効果範囲を拡大するというバックアップが事実上不可欠である。それに対し、KOS-MOSは単機で効果半径数百天文単位以上にも及ぶ広域にヒルベルトエフェクトを瞬時に展開できる能力を持っている。

### 内蔵武器
躯体内部に内蔵されている武器。
X・BUSTER
腹部から放射状の高出力なレーザーを発射することで広範囲の目標に打撃を与える。Ver.1では、腹部ハッチを展開し、内部の射出口が露出する様子が確認でできるが、Ver.2以降は腹部のハッチを開くことなく発射している。
D・TENERITAS
胸部の衣服状のパーツを展開して発射する相転移砲。躯体Ver.4に当初から搭載されているが、使用できるようになるのは『ゼノサーガ エピソードIII［ツァラトゥストラはかく語りき］』終盤。

### 換装武器
KOS-MOSの使用する武器は、空間転送技術によって使用時に手元に転送するため、常に身軽に行動することができる。
専用ブラスター
右腰部のケースに収納されている携帯用小銃。カートリッジ交換により様々な用途の弾体の発射に対応可能である。
ガトリングガン
攻撃力重視の三連式のガトリング砲（F･GSHOTなど）や取り回しの良い小型ガトリング砲（スマートガトリング）。
その他
格闘戦用の武器（ドラゴントゥースなど）や、レールガン、ミサイルなどが挙げられる。さらに腕部先端ごと武器に換装することが可能であり、右腕はビーム砲（R・CANNONなど）や、格闘戦用の電磁ナイフ（R・BLADE）やドリル（R･DRILL）などに逐次換装可能である。第三種兵装と呼ばれる相転移兵器を実装することも可能で、場合によっては一恒星系をも消滅させられる。ただし、使うためにはVer．2以降の実戦筐体に換装する必要がある。『ゼノサーガ エピソードI［力への意志］』の時から設定は存在していたが、実際に使用したのは『ゼノサーガ エピソードII［善悪の彼岸］』になってからである。

## バージョン
KOS-MOSはブラックボックスとなっているコアモジュール以外のパーツを簡単に作り変える事が可能である。そのため、時期によって身体の形態が異なっている。また服装も変化する。
Ver.0
ケビン・ウィニコットの手で開発された試作機でKOS-MOSのプロトタイプ。本編中ではアーキタイプ（元型）と呼ばれる形態である。エピソードIが始まる2年前に完成したが、実動試験が行われる日にアンドリュー率いるU-TIC機関特殊部隊が試験場を襲撃する事件が起きる。その際、アンドリューの手で自律稼動させられるが、調整が不完全だったために暴走し、開発者のケビンを含む多数のヴェクター・スタッフとU-TIC機関兵を殺害する事件が起こる。最終的にはシオンの手で頭部を破壊され活動停止した。しかしこの暴走は意図的に起こされたものだった。
Ver.1
エピソードIとII中盤までの形態。戦艦ヴォークリンデ内で各種テストを行っていたが、グノーシスの襲撃でシオンが危機に陥った際に自律稼動する。テスト用の模擬戦筐体だが、通常戦闘を行うには充分過ぎる程の戦闘能力を持つ。また、様々な兵装を持つ。服装はロングブーツに白いミニスカート。スカートの中は企業秘密らしい。
Ver.2
エピソードII後半での形態。実戦用に開発された躯体で、表面はアクアブルーの対ショックジェルで覆われている。エピソードIと比べて装甲部分が多く露出が少ない。製作はヴェクター第二開発局。反応炉を主動力として稼動する筈だが、シオンとアレンがE.S.ダンの襲撃を受けて危機に陥った際にジェネレーター未搭載のままで稼動した。Ver.1と違い、格闘戦主体の兵装となっている。
Ver.1,1
ミッシングイヤー序盤での形態。局地戦仕様という設定になっている他、転送による武器補給が不可能となった状態を考慮して様々な武器を装備し、高速ダッシュ用として推進器を装着している。また敵に掌握された状況も視野にも入れ、ヘッドギアにKOS-MOSの監視装置および自爆装置も搭載している。対峙したドクトゥスによって中破された。
Ver.3
ミッシングイヤー終盤、エピソードIII前半での形態。Ver.2の改良型で、基本設計は同じである。前作のラストボスの切り札である、「プロトオメガ」相手に単機で善戦するなど高い戦闘力を誇った。後に登場したT-elosとの戦闘により、コアモジュールが損傷する程のダメージを受けた。
Ver.4
エピソードIII中盤以降の形態。T-elosとの戦闘で損傷したKOS-MOSをハカセとスコットクンとシオン、アレンの手で修復された躯体である。KOS-MOS開発基礎理論の初期データをベースに設計したため、試作型のVer.1と似た外観で完成した。主動力の反応炉や装甲、コンデンサはエルデカイザー用のパーツをダウンサイジングしたものが使用されている。すなわち、Ver.4のKOS-MOSは人間サイズのエルデカイザーとでも言うべき代物であり、従来とは比較にならないほどのパワーを持つ。また、物語の終盤になると新たに胸部の相転移砲D・TENERITASが使用可能になる。ただし、Ver.4の姿かつ最終調整前の状態で登場している『無限のフロンティア スーパーロボット大戦OGサーガ』では、最初からD・TENERITASが使用できる。

## 動力
動力については、劇中では内部コンデンサに何らかのエネルギーを蓄積しており、これが尽きると直接接続による補充を必要とするらしきことが語られている（後半ではリアクター反応炉が搭載されることになる、さらにEP3ではエルデカイザーのリアクター反応炉をダウンサイズした物に換装）。同じく劇中に登場する有人ロボット兵器であるA.G.W.S.では、動力は外部からの空間転送にて供給されるため実質的に活動可能時間に限界はない（供給元の戦艦や基地の動力炉が破壊された場合はこの限りではない）という解説があり、空間転送が可能であるKOS-MOSが動力については何故その恩恵を受けられないのかについては言及されていない。

## メンテナンス
KOS-MOSの性能の維持には定期的なメンテナンスが不可欠であり、そのため調整槽とよばれる装置を必要とする。KOS-MOSはこの中で一時的に休止状態となることにより各部のチェック、調整およびソフトウェアの更新を行うと共に、ヴェクター・インダストリー本社へ活動時に蓄積したデータのフィードバックを行っている。調整槽には推進装置が備えられており、宇宙空間においてもKOS-MOSに随伴しての移動が可能となっている。
また、KOS-MOSver.2においては調整槽の機動力向上のため変形機構が搭載され、「タブバイク」と呼ばれるサポートマシンになった。

## その他の能力
KOS-MOSには人脳を模した動的ネットワークを用いた高度な情報処理システムが組み込まれており、これを利用してシステム内部の論理空間に「エンセフェロン」と呼ばれる仮想現実空間を電子的に構築することができる。この中ではKOS-MOSおよびその他の被験者が戦闘演習などを非稼動状態でも実戦さながらにシミュレーションできる他、KOS-MOS自身の稼動時の記憶に基づいてその内容を追体験することもできる。ただし、エンセフェロンの構築状態はKOS-MOSのネットワークシステムの状態に依存するため、何らかの原因でネットワーク状態が不安定になるとエンセフェロンも不安定となる可能性があり、人間がその中に侵入している場合は時として危険を伴うとされる。
KOS-MOSの搭載兵装その他の能力に関しては、開発者であるシオン･ウヅキにおいても不明である部分が数々あるとされ、その理由はKOS-MOSの開発経緯とともに未だ劇中では明らかにされていない。

## 他作品への出演
プロ野球ファミスタオンラインなどファミスタシリーズ
ナムコスターズの投手として登場。
ヴィーナス&ブレイブス〜魔女と女神と滅びの予言〜 / 2003年2月13日
イベントキャラクターとしてVer.1が登場。
テイルズ オブ ザ ワールド なりきりダンジョン3 / 2005年1月6日
キャロのなりきり服として登場。
NAMCO x CAPCOM / 2005年5月26日
プレイヤーキャラクターとしてVer．1が登場（Ver.2の技も使用する）。
ソウルキャリバーIII / 2005年11月23日
キャラクタークリエーションでVer．1の姿を再現することができる。
テイルズ オブ ジ アビス / 2005年12月15日
アニスの装備品「人工生命体の人形」として登場。装備すると奥義「Xバスター」が使用可能になり、戦闘終了時などにKOS-MOSの台詞をしゃべることがある。
テイルズ オブ デスティニー（PS2版） / 2006年11月30日
彼女をモチーフにした敵キャラクター「こくもつ」が登場。「はっくつバスター」という技を使用してくる。
無限のフロンティア スーパーロボット大戦OGサーガ / 2008年5月19日
ゲスト参戦としてVer．4が参加。また、同作に同じくゲストで登場する零児と小牟と知り合いという設定から『NAMCO x CAPCOM』とリンクしている（時期的にはエピソード3の後半の入り始めと設定されている）。なお、本作ではVer.4の武装に加えVer．1＆Ver．2の武装、さらにスペルブレードなどシオンの技の一部が使える。
テイルズ オブ ヴェスペリア / 2008年8月7日、2009年9月17日
敵キャラクターの技として「Xバスター」が登場。また、PlayStation 3版ダウンロードコンテンツではジュディスにVer.1の姿のなりきりコスチューム称号「戦略的多目的制御体」が配信された。
テイルズ オブ ハーツ / 2008年12月18日
Ver.1の姿で援護攻撃キャラクターとして登場。R・CANNONとG・SHOTを使用する。また同じ援護キャラクターとして『テイルズ オブ ジ アビス』のアニスのトクナガを呼び出すことができるが、複数ある技のうちの一つに「Xバスター」がある。
無限のフロンティアEXCEED スーパーロボット大戦OGサーガ / 2010年2月25日
前作に続いて参戦。エルデカイザーのエピソードIにおける必殺技である伽倶夜機神剣や、ジン・ウヅキの技である連舞迅雷刀八本など一部の仲間の技を使用する。
魔法少女リリカルなのはA's PORTABLE -THE GEARS OF DESTINY- / 2011年12月22日
リインフォースの隠しコスチュームとして、Ver.1とT-elosが登場。
PROJECT X ZONE / 2012年10月11日
Ver．4が登場。T-elosとペアユニットを組んで参戦する。
PROJECT X ZONE 2：BRAVE NEW WORLD / 2015年11月12日
前作に引き続き、Ver．4が登場。『ゼノブレイド』からの客演であるフィオルンとペアユニットを組んで参戦する。
ゼノブレイド2 / 2017年12月1日
レアブレイドの1体として登場。名称は「KOS-MOS Re:（リフレイン）」。

## 限定フィギュアについて
『ゼノサーガ エピソードII［善悪の彼岸］』の限定プレミアムボックス（18000円）に同梱されたKOS-MOSのフィギュアが異様な外観であったことから話題となり、画像掲示板ふたば☆ちゃんねるにおいてその写真が貼られた際に「邪神モッコス」（じゃしんモッコス）という呼び名が付けられた。
当のフィギュア自体は「邪神像」と呼ばれ、それ以降、醜悪な作りと評価を受けたフィギュアのことを「邪神」と呼ぶ人々がインターネット上を中心に見受けられるようになった。
「もっこす」の名称は、KOS-MOSのアナグラムであり、特に意味は無い。なお、熊本弁で「頑固者」「融通の利かない者」という意味で「肥後もっこす」というのもあるが、コンピューターゲーム・ホビー業などの従事者への揶揄的なネーミングの意が軽度に存在すること以上の関係は、特に確認されていない。